# 海寧省

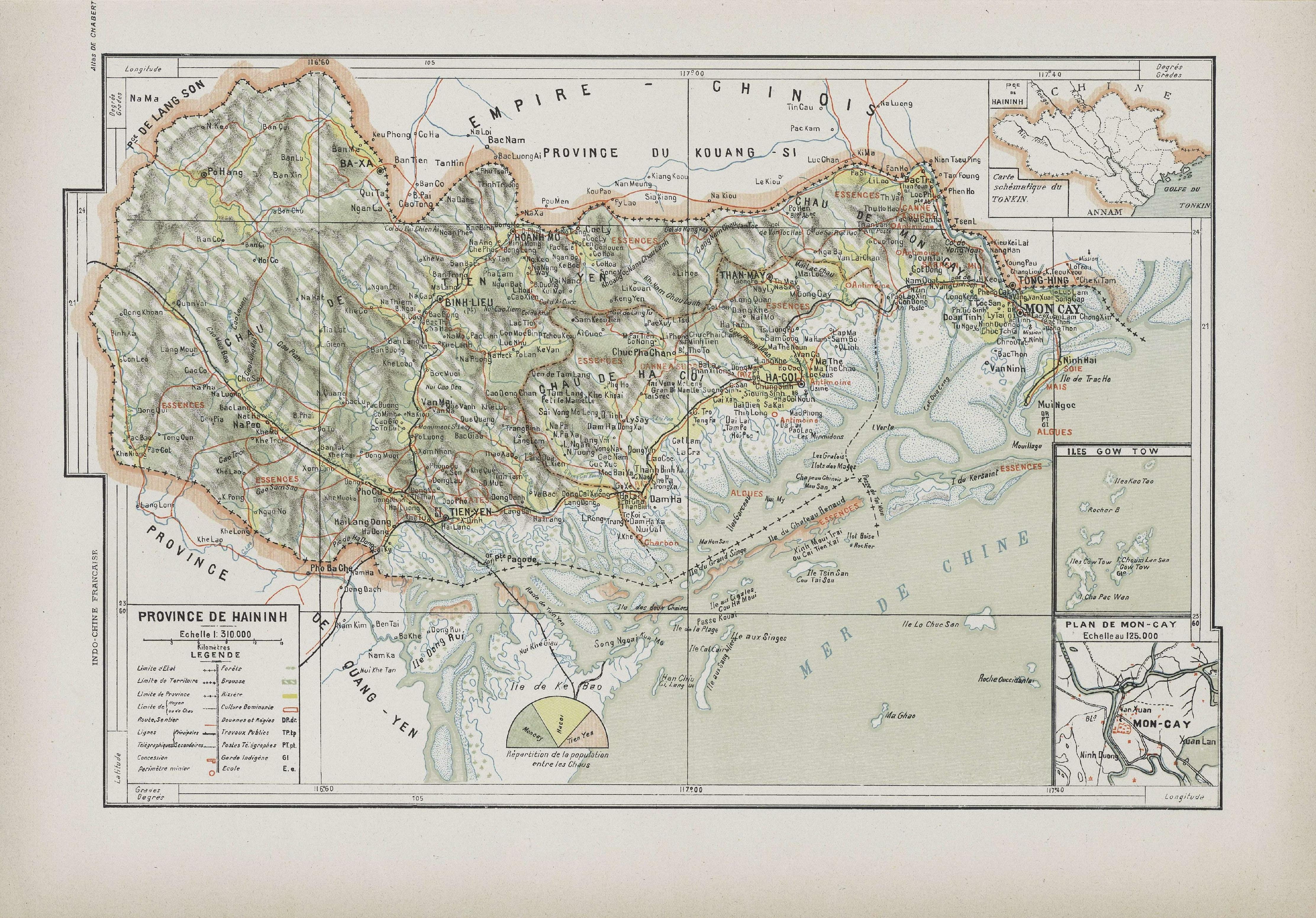
法属印度支那时期的海寧省地图

海寧省（越南语：／）是越南1906年至1963年間的省份，省蒞硭街市社，今屬廣寧省。

## 地理
海寧省北與中國廣西和廣東相接，西鄰諒山省，南接廣安省，東臨北部灣，面積約2174平方公里。

## 历史
海寧省原为廣安省海寧府。同慶三年（1888年）五月，析置為海寧道。1891年，改設為硭街軍事區（法語：Cercle de Moncay），又译硭街小軍區、硭街轄，隸屬第一官兵道（法語：1er Territoire Militaire）。1905年6月20日，殖民政府廢除第一官兵道，將硭街軍事區劃歸廣安省管轄，改設為海寧府，下轄硭街州、河檜州、先安州3州。
1906年12月10日，殖民政府再將海寧府劃出，設立海寧省，越南人主官為管道，故又稱海寧道。下轄硭街州、河檜州、先安州3州。1912年12月14日，殖民政府再次設立第一官兵道，管轄海寧省全境。1919年12月16日，殖民政府以先安州平遼總、無礙總2總析置平遼州。保大年間，河檜州升格為河檜府，並析置潭河州。
八月革命時，海寧省下轄河檜府、硭街州、先安州、平遼州和潭河州1府4州，省蒞硭街市社。
1946年9月21日，海宁省抗战委员会析设海之州（Châu Hải Chi），后来，定立庯设立定立县。11月，越南民主共和国政府将越南北部和北中部划分为12区，海宁省隶属第十二区。
1947年7月，第十二区委将谅山省禄平县划归海宁省管辖。
1948年1月25日，北越政府合并各区为联区，海宁省划归第一联区管辖。
1948年3月25日，北越政府统一省级的下级政区单位为县，废除“府”、“州”、“郡”。海宁省河桧府更名为河桧县，硭街州更名为硭街县，先安州更名为先安县，平辽州更名为平辽县，潭河州更名为潭河县，海之州更名为海之县。
1949年6月7日，禄平县划归谅山省管辖。
1950年3月4日，第一联区和第十联区合并为越北联区，海宁省随之划归越北联区管辖。
1951年6月7日，海之县和定立县合并为定海县。
1954年，定海县分设为定立县和𠀧扯县。
1955年2月1日，海宁省设立先安市社和硭街市社，由海宁省直接管辖。
1956年7月1日，越北联区改组为越北自治区。海宁省划归中央政府直接管辖。
1957年8月17日，北越政府将先安市社降格为先安市镇，隶属海宁省先安县。
1963年10月30日，海宁省和鸿广区合并为广宁省，省莅鸿基市社。

## 行政區劃
1963年合併前，海宁省下轄1市社7縣。
- 硭街市社
- 𠀧扯县
- 平辽县
- 潭河县
- 定立县
- 河桧县
- 硭街县
- 先安县